# Sydorkney-øerne
Sydorkney-øerne, eller South Orkney Islands, er en øgruppe i Sydishavet. Både Argentina og Storbritannien kræver suverænitet over øgruppen, som ikke har fast beboelse. Ved indgåelsen af Antarktistraktaten i 1959 (ikrafttræden 1961) har de 12 traktatstater gået med på, at de hverken skal hævde nye krav, eller støtte eller bestride allerede foreliggende territoriale krav i Antarktis. Storbritannien opretholder sit krav på Sydorkney-øerne gennem British Antarctic Territory og Argentina gennem Argentinsk Antarktis (spansk: Antártida Argentina).
Øgruppens totale landareal er på 620 km². 

## Historie
Sydorkney-øerne blev opdaget i 1821 af to sælfangere, Nathaniel Brown Palmer og George Powell. Øgruppen blev oprindeligt navngivet Powell's Group og hovedøen blev navngivet Coronation island (Kroningsøen), eftersom øgruppen blev opdaget i året for kroningen af kong Georg IV (kronet 19. juli 1821).
I 1823 besøgte James Weddell øgruppen og gav den sit nutidige navn efter den skotske øgruppe Orkneyøerne. Desuden omdøbte han nogen af de andre øer. Sydorkney-øerne ligger næsten på samme breddegrad syd som Orkneyøerne ligger nord, henholdsvis 60°S vs 59°N.
Den første ekspedition til øgruppen blev udført af William Speirs Bruce i 1903. Ekspeditionen overvintrede på Laurie Island. Bruce omgjorde nogle af Weddells navneændringer og etablerede en meteorologisk station. Den meteorologiske station blev overdraget til argentinske meteorologer, da Bruce og hans mænd drog fra øgruppen i 1904. Den meteorologiske station er fortsat i drift (2007) og er dermed den ældste forskningsstation i kontinuerlig drift i Antarktis.
I 1908 erklærede Storbritannien suverænitet over alt antarktisk territorium syd for deres koloni Falklandsøerne, blandt andet Sydorkney-øerne.

## Forskningsstationer
De to stater, der gør krav på øgruppen, har en forskningsstation hver:
- Argentina Orcadas (siden 1904)
- Storbritannien Signy Research Station (siden 1947)

60°36′S 45°30′V / 60.6°S 45.5°V